# پنج آمریکایی
پنج آمریکایی (انگلیسی: American Five) نام پنج آهنگساز نوگرای آمریکایی مشتمل بر چارلز آیوز، هنری کاول، والینگفورد ریگر، جان جی. بکر و کارل راگلز بود.
این گروه را به‌واسطهٔ آثار دیزونانت و سبکِ نوگرایانه‌شان می‌شناسند که روش‌های اروپایی ساخت موسیقی را رها کرده و یک روش آمریکایی مختص‌به‌خود ایجاد کردند.
این گروه، نامشان را از یک گروه روسی به نام «گروه پنج» الهام گرفتند.